# 北町 (横浜市)
北町（きたまち）は、神奈川県横浜市瀬谷区の町名。住居表示は未施行で、丁目は設けられていない。面積は0.440km2。

## 地理
瀬谷区の北端に位置し、町の北の都県境で町田市鶴間に接する。北東では国道16号（大和バイパス）を挟み緑区長津田町、東は環状4号線を挟み瀬谷区卸本町、南は八王子街道を挟み瀬谷町、南西では同街道を挟み上瀬谷町、西側では東名高速道路を挟み五貫目町に接している。東名高速横浜町田インターチェンジや国道246号にも近く、読売プリントメディアの印刷工場などが立地する。
町内の八王子街道には上瀬谷通信隊前と笹原のバス停留所があり、横浜駅西口・鶴ヶ峰駅と鶴間駅を結ぶ神奈川中央交通バスが運行されている。

## 歴史
1973年（昭和48年）頃から清水建設の住宅工場や日産プリンス瀬谷サービスセンターなどが建設され、開発が進んだ。1974年（昭和49年）8月12日に、町界町名整理事業に伴い瀬谷町から分離・新設された。町名は、瀬谷区の北部にあることから名づけられた。

## 世帯数と人口
2025年（令和7年）6月30日現在（横浜市発表）の世帯数と人口は以下の通りである。
| 町丁 | 世帯数  | 人口  |
| ---- | ------- | ----- |
| 北町 | 165世帯 | 407人 |

### 人口の変遷
国勢調査による人口の推移。
| 年                 | 人口 |
| ------------------ | ---- |
| 1995年（平成7年）  | 101  |
| 2000年（平成12年） | 175  |
| 2005年（平成17年） | 395  |
| 2010年（平成22年） | 431  |
| 2015年（平成27年） | 412  |
| 2020年（令和2年）  | 433  |

### 世帯数の変遷
国勢調査による世帯数の推移。
| 年                 | 世帯数 |
| ------------------ | ------ |
| 1995年（平成7年）  | 52     |
| 2000年（平成12年） | 73     |
| 2005年（平成17年） | 133    |
| 2010年（平成22年） | 131    |
| 2015年（平成27年） | 120    |
| 2020年（令和2年）  | 148    |

## 学区
市立小・中学校に通う場合、学区は以下の通りとなる（2024年11月時点）。
| 番・番地等 | 小学校               | 中学校             |
| ---------- | -------------------- | ------------------ |
| 全域       | 横浜市立上瀬谷小学校 | 横浜市立瀬谷中学校 |

## 事業所
2021年（令和3年）現在の経済センサス調査による事業所数と従業員数は以下の通りである。
| 町丁 | 事業所数 | 従業員数 |
| ---- | -------- | -------- |
| 北町 | 58事業所 | 1,205人  |

### 事業者数の変遷
経済センサスによる事業所数の推移。
| 年                 | 事業者数 |
| ------------------ | -------- |
| 2016年（平成28年） | 48       |
| 2021年（令和3年）  | 58       |

### 従業員数の変遷
経済センサスによる従業員数の推移。
| 年                 | 従業員数 |
| ------------------ | -------- |
| 2016年（平成28年） | 942      |
| 2021年（令和3年）  | 1,205    |

## 施設
- 瀬谷警察署 目黒交番

## 交通

### 鉄道
地域内に鉄道駅は存在しない。なお後述にもあるとおりいくつかの駅へのバスが整備されている。
なお最寄り駅は東急田園都市線の南町田グランベリーパーク駅、小田急江ノ島線の南林間駅や鶴間駅である。

### 道路
- E1 東名高速道路 横浜町田IC - 地域北側に位置。
- 国道16号（保土ヶ谷バイパス）
- 横浜市道18号環状4号線
- 八王子街道
- 海軍道路

### 路線バス
いずれも神奈中バスによる運行。
- 間01 鶴間駅東口 - 笹原 - 卸センター前 - 鶴ヶ峰駅
- 横04 鶴間駅東口 - 笹原 - 卸センター前 - 鶴ヶ峰駅 - 西谷駅前 - 横浜駅西口
- 瀬03 瀬谷駅 - 北町入口 - マークスプリングス

## その他

### 日本郵便
- 郵便番号 : 246-0002[3]（集配局：瀬谷郵便局[20]）。

### 警察
町内の警察の管轄区域は以下の通りである。
| 番・番地・地域等 | 警察署     | 交番・駐在所 |
| ---------------- | ---------- | ------------ |
| 全域             | 瀬谷警察署 | 目黒交番     |